# Mosters millioner
Mosters millioner är en roman skriven av Gösta Gustaf-Janson och utgiven 1978.

## Handling
Mosters Millioner utspelar sig i Enebyberg och södra Schweiz 1973. Deckarförfattarinnan Edlas 
familj har hamnat i ekonomiskt trångmål och man ger sig ut på en expedition för att leta upp släktens svarta får, moster Berta, slottsägare i Schweiz.

## Källa
- Gustaf-Janson, Gösta (1978). Mosters millioner. Stockholm: Albert Bonniers Förlag. Libris 7145364